# Лопушно
Лопушно (укр. Лопушно) — село в Ралевской сельской общине Самборского района Львовской области Украины.
Население по переписи 2001 года составляло 148 человек. Занимает площадь 6,5 км². Почтовый индекс — 81485. Телефонный код — 3236.